# Másik János
Másik János (Kisbajcs, 1952. augusztus 3. –) magyar zeneszerző, billentyűs, énekes, gitáros, basszusgitáros, ütőhangszeres.

## Életrajz
Konzervatóriumi tanulmányait Győrött végezte, majd a budapesti Bartók Béla Zeneművészeti Szakiskola jazz tanszakán tanult tovább. Az 1972 évi Ki mit tud? tehetségkutató verseny jazz kategóriájában nyertes Interbrass zenekar tagja, később évekig zenei vezetője.
1976-ban szerzett tanári diplomát a Liszt Ferenc Zeneművészeti Főiskolán Dobszay László (népzene, szolfézs) és Földes Imre (zenetörténet) növendékeként. Résztvevője volt Szabó Gábor világhírű amerikai-magyar jazzgitáros budapesti televíziós koncertjének 1974-ben, majd 1977-ben.
1975-ben Cseh Tamással és Bereményi Gézával közösen megírták és előadták a Levél nővéremnek című előadást, melyből lemez készült. A szerzőhármas még két közös színházi, illetve lemezprodukciót készített: Levél nővéremnek 2. (1994) és Az igazi levél nővéremnek (2001).
1976-ban improvizációtechnikát és XX. századi zenei analízist oktatott a Bartók Béla Zeneművészeti és Hangszerészképző Gyakorló Szakgimnázium jazz tanszakán. 1977-től Kőszegi Group tagjaként Nyugat-Európában turnézott, Kőszegi Imre, Tony Lakatos, Dandó Péter, Babos Gyula, Tornóczky Ferenc és más ismert muzsikusok társaságában.
Csaba Deseő Jazz Quintet & Friends 1977-es Ultraviola című lemezén zeneszerzőként és billentyűsként is közreműködött.
Társszerzőként több lemez zenei anyagának elkészítésében vett részt: Bontovics Kati – Ártatlan bűn (1979), Ruttkai (1982), Darvas Iván – Összegyűrt szavak (1983), Kern András - Kern (1985).
A 80-as években többek között két színházi darabhoz készített zenét: Ivan Kušan Galócza című darabját a Katona József Színház mutatta be, Spiró György fordításában és dalszövegeivel. Ugyancsak Spiró Györggyel készítették az Ahogy tesszük c. daljátékot a Vígszínház számára.
1987-ben alapított Trance Balance nevű zenekara a világzene egyik legfontosabb hazai képviselője. A zenekar lemezét később a nemzetközi DJ-társadalom fedezte fel újra, és a gyűjtők körében is népszerű.
A 80-as évek elejétől érdeklődése az underground felé fordult, részt vett a Trabant zenekar felvételein, turnézott a Balaton és Európa Kiadó zenekarokkal. 1998-ban elkészítette a Peepshow mennyország című albumot, amely nagyrészt Bálint István szövegeire épül.
Ugyanezen évek alatt számos magyar és nyugat-európai filmhez írt zenét (két filmben színészként is megjelent), többek között: Habfürdő (Kovásznai Gábor György), Gyerekgyilkosságok (Szabó Ildikó), Városbujócska (Sós Mária), Simon Mágus (Enyedi Ildikó), Egymásra nézve (Makk Károly), Szerelempatak (Sós Ágnes), Hunky Blues (Forgács Péter), Vándorszínészek (Sándor Pál).
A 2000-es évektől a Másik János és Heart Rock Company formációival koncertezik, szólóestjein, ahol dalait énekli, időnként verseiből is felolvas.
2019-ben versenydarabot írt Vörös Eszter bandoneonos és a Budapesti Vonósok részére, Fantáziák bandoneonra és vonószenekarra címmel.
1991-ben  Szemző Tiborral közösen a film- és tv-kritikusok zeneszerzői díját kapta a Meteo c. film zenéjéért. 1996-ban A Magyar Köztársasági Érdemrend kiskeresztje (polgári tagozata) kitüntetést kapta.

## Lemezei
- Az igazi levél nővéremnek (Intuison, 2004)
- Iguana bár (2001)
- A Másik (B&P, 1998)
- Levél nővéremnek 2. (Hungaroton-Mega, 1994)
- MJMJ (Bahia, 1994)
- Meteo (Artisjus, 1990)
- Trance Balance (Artisjus, 1988)
- Levél nővéremnek (Hungaroton-Pepita, 1977)

## Filmes munkái
Zeneszerzőként
- 2019 –  A Nagy Parranda – Történetek Gabriel García Márquezről
- 2018 – Vándorszínészek
- 2015 –  Limbo Limbo Travel
- 2013 – Szerelempatak
- 2009 – Hunky Blues
- 2007 – Uszodai tolvaj
- 2003 – Lili
- 2001 – A Hídember
- 2001 –  Egérút
- 2000 –  Van a börtön, babám...
- 2000 – Fehér alsó
- 1999 –  Csajovics
- 1999 – Egy tél az isten háta mögött
- 1999 – Simon Mágus
- 1997 – Szabadság tér '56
- 1997 – Gyilkos kedv
- 1996 – Érzékek iskolája
- 1996 – Csajok
- 1995 – Gyilkosság zárójelben
- 1995 – Living on Borrowed Time
- 1994 – The Whistler (Die Drei aus der Haferstrasse)
- 1993 – Fényérzékeny
- 1993 – Gyermekgyilkosságok
- 1986–1993  – Leo és Fred 22 epizód
- 1992 –  Amerika, London, Párizs
- 1992 – A nyaraló
- 1992 – Auguszta fogyókúrázik, Auguszta és a kukac
- 1991 –  Auguszta születésnapja, Auguszta és az egér, Auguszta a Mennyországban
- 1990 – Auguszta Vendégei, Auguszta és a Kutya, Auguszta a Parafenomén
- 1989 – Meteo
- 1988 – Rocktérítő
- 1988 –  Hótreál
- 1988 –  Ossegg oder Die Wahrheit über Hänsel und Gretel
- 1987 – Auguszta dagaszt
- 1987 – Auguszta etet
- 1986 – A hülyeség nem akadály
- 1985 – A másik oldal
- 1985 – Városbújócska
- 1985 – Hülyeség nem akadály
- 1984 – Az emberevő szerelme
- 1984 – Eszkimó asszony fázik
- 1984 – Szekrénymesék
- 1982 – Egymásra nézve
- 1982 – Kálvária
- 1981 – Hátrahagyott kijáratok
- 1981 – Ildikó
- 1980 – Női kezekben
- 1980 – Nyugi
- 1980 – Diorissimo
- 1980 –  Ebéd
- 1980 – Habfürdő

Színészként
- 1996 – Érzékek iskolája
- 1985 – Városbújócska

## Díjai
- Magyar Filmkritikusok Díja – A legjobb zeneszerző díja (Meteo) (1991)
- A Magyar Köztársasági Érdemrend kiskeresztje (1996)
- Budapestért díj (2022)[1]